# Consejería de Política Lingüística de la Generalidad de Cataluña
La consejería de Política Lingüística es una de las consejerías del Gobierno de Cataluña 2024-. Esta consejería fue creada el 12 de agosto de 2024. Antes de la creación de esta consejería sus competencias se encontraban en la consejería de cultura. El actual consejero de Política Lingüística es Francesc Xavier Vila Moreno.

## Competencias
El DECRETO 133/2024, de 12 de agosto, de creación, denominación y determinación del ámbito de competencia de los departamentos de la Administración de la Generalidad de Cataluña, establece las competencias de las distintas consejerías de la Generalidad de Cataluña.
Las competencias de esta Consejería incluyen la promoción y el fomento de la lengua catalana, así como la implementación de la política lingüística que establece el Gobierno y la coordinación de las acciones y medidas de los diversos departamentos, el desarrollo de las políticas para fomentar los usos de la lengua catalana en todos los ámbitos de la sociedad y la disponibilidad de productos y servicios en catalán. Además, Garantizar el uso de catalán en las instituciones. Queda adscrito a la Consejería de Política Lingüística, la Institución de las Letras Catalanas y el Instituto Ramon Llull.

## Consejeros
| Denominación         | Titular                     | Titular | Partido | Partido | Periodo              | Periodo     | Generalidad | Generalidad | Generalidad   |
| Denominación         | Titular                     | Titular | Partido | Partido | Inicio               | Fin         | Gobierno    | Presidente  | Presidente    |
| -------------------- | --------------------------- | ------- | ------- | ------- | -------------------- | ----------- | ----------- | ----------- | ------------- |
| Política Lingüística | Francesc Xavier Vila Moreno |         |         | PSC     | 12 de agosto de 2024 | En el cargo | Illa        |             | Salvador Illa |